# Кристиан Дитрих II фон Шлибен
Кристиан Дитрих II фон Шлибен (на немски: Christian Dietrich II von Schlieben; † 1721 или по-късно) е собственик на дворец Фечау и други села в Долна Лужица в Курфюрство Саксония.

## Произход и управление
Той вероятно е син на Кристиан Дитрих I фон Шлибен († 1680) и съпругата му Анна Мария дон Льобен († 1677). Сестра му Ердмута Тугендрайх е омъжена за Фридрих фон Лоебен-Бродтковиц. Потомък е на Евстахиус фон Шлибен († 1568), курфюрст-съветник в Бранденбург и господар от 1536 г. на Цосен и от 1538 г. на Фечау.
Около 1680 г. Кристиан Дитрих фон Шлибен наследява от баща си Фечау и селата към него. След 1686 г. той получава Щрадов от братовчед си Ердман фон Шлибен (* 1632; † 1686). През 1688 г. Кристиан продава Фечау на херцог Кристиан I фон Саксония-Мерзебург, но отново го купува през 1715 г. от Ото Вилхелм фон Тюмплинг (1660 – 1730). През 1721 г. той продава двореца на херцогиня Емилия Агнес Саксония-Вайсенфелс-Дрена.
Кристиан Дитрих притежава също селата Гьориц, Дубрау и Пьотке.
Той е женен вероятно с Анна Мария, дъщеря на Йохан Фридрих фон Раб цу Шьонвалд от Кулмбах. Кристиан Дитрих II е последният мъжки пресатавител на клон Фетчау от фамилията фон Шлибен.